# Hylomyrma
Hylomyrma is een geslacht van vliesvleugelige insecten van de familie Mieren (Formicidae).

## Soorten
- H. balzani (Emery, 1894)
- H. blandiens Kempf, 1961
- H. columbica (Forel, 1912)
- H. dentiloba (Santschi, 1931)
- H. dolichops Kempf, 1973
- H. immanis Kempf, 1973
- H. longiscapa Kempf, 1961
- H. praepotens Kempf, 1973
- H. reginae Kutter, 1977
- H. reitteri (Mayr, 1887)
- H. sagax Kempf, 1973
- H. transversa Kempf, 1973
- H. versuta Kempf, 1973